# Hưng Long, Mỹ Hào
Hưng Long là một xã thuộc thị xã Mỹ Hào, tỉnh Hưng Yên, Việt Nam.

## Địa lý
Hưng Long là xã cực nam của thị xã Mỹ Hào, có vị trí địa lý:
- Phía đông giáp các xã Xuân Dục và Ngọc Lâm
- Phía tây giáp huyện Yên Mỹ
- Phía nam giáp huyện Ân Thi với ranh giới là sông Kẻ Sặt
- Phía bắc giáp các phường Dị Sử, Phùng Chí Kiên và xã Xuân Dục.

Xã Hưng Long có diện tích 4,66 km², dân số năm 2019 là 4.333 người, mật độ dân số đạt 930 người/km².

## Lịch sử
Ngày 13 tháng 3 năm 2019, Ủy ban Thường vụ Quốc hội ban hành Nghị quyết số 656/NQ-UBTVQH14 về việc thành thị xã Mỹ Hào và xã Hưng Long trực thuộc thị xã Mỹ Hào.
Tháng 7 năm 2019, Hội đồng Nhân dân tỉnh Hưng Yên ban hành Nghị quyết về việc sáp nhập thôn Tân Hưng vào thôn Đống Thanh.